# Krzysztof Terlikowski
Krzysztof Józef Terlikowski (ur. 12 stycznia 1950 w Łosicach) – polski działacz samorządowy i partyjny, menedżer, w latach 1986–1990 prezydent Siedlec.

## Życiorys
Syn Antoniego i Heleny. W 1972 został absolwentem Szkoły Głównej Planowania i Statystyki, kształcił się także w Wieczorowym Uniwersytecie Marksizmu-Leninizmu. Działał w Związku Młodzieży Wiejskiej (1969–1972), Zrzeszeniu Studentów Polskich (1968–1972), Towarzystwie Przyjaźni Polsko-Radzieckiej oraz Polskim Czerwonym Krzyżu; ponadto od 1985 kierował wojewódzkim oddziałem Polskiego Towarzystwa Ekonomicznego. W 1973 wstąpił do Polskiej Zjednoczonej Partii Robotniczej, był m.in. członkiem egzekutywy POP PZPR przy Urzędzie Miejskim w Siedlcach i lektorem szkolenia partyjnego. Został członkiem Rady Centralnego Związku Spółdzielni Pracy w Warszawie i Prezydium Rady Warszawskiego Okręgowego Związku Spółdzielni Pracy w Warszawie.
Od 1972 do 1975 zatrudniony jako starszy inspektor w siedleckim oddziale Banku Rolnego, następnie zastępca i przewodniczący (1975–1978) Miejskiej Komisji Planowania w Urzędzie Miejskim w Siedlcach. Później był szefem Biura Koordynacji Wojewódzkiej Spółdzielni Pracy i głównym ekonomistą w Wojewódzkim Związku Spółdzielni Pracy w Siedlcach, zaś od 1981 do 1986 prezesem tamtejszej Krawieckiej Spółdzielni Pracy im. Władysława Reymonta. Od 16 grudnia 1986 do 30 czerwca 1990 zajmował stanowisko ostatniego komunistycznego prezydenta Siedlec, jednocześnie od 1986 do 1989 członkiem egzekutywy Komitetu Miejskiego PZPR tamże. W III RP zajął się działalnością biznesową, przez wiele lat był prezesem zarządu prywatnej spółki Sedar. Związany także z przedsiębiorstwem Drosed i Krajową Radą Drobiarską-Izbą Gospodarczą.